# God mad er altid på mode
God mad er altid på mode er en dansk dokumentarfilm fra 1966, der er instrueret af Werner Hedman efter eget manuskript.

## Handling
En præsentation af mange forskellige middagsretter, der er baseret på anvendelsen af svinekød.

## Medvirkende
- Sejr Volmer-Sørensen